# 立川麻湖
立川 麻湖（たつかわ あさこ、11月24日 - ）は、大分県で活躍するラジオパーソナリティ。大分県大分市出身。

## 来歴・人物
- FM大分を中心に活躍、このほかにイベントの司会などを行なっている。
- 本人のブログによると、ガンダムのプラモデルにはまっており、FM大分内で「プラモデル部」を作っているほどである。
- 本人ブログ、番組発言によるとプロレス好き。プロレスのイベントにも顔を出している。
- 大分県に本拠地を持つ、インディーズプロレス団体「プロレスリングFTO」の専属MC。
- 以前は大分市の劇団に所属していた。
- リスナーからは「タツアサ」または「タツアサ姉さん」などと呼ばれる。
- 大分県のプロナレーターで作る朗読集団「のえんどう倶楽部」のメンバー。
- 2007年6月に入籍したことを自身の担当番組およびブログで明らかにした。また、同年11月末から産休に入る。

## 大分トリニータとの関係
- 大分トリニータがまだ「大分トリニティ」だった頃からのサポーターである。このため、古くからのサポーターからの信頼が厚い。サポーターの結婚式の司会も務めたことがある。
- ホームゲームでは客席で応援することができないものの、現在でも機会があればサポーターとしてゴール裏で熱く声を出している。2006年には天皇杯の試合の応援で長崎まで行っている。
- 産休に入るため、2007年のホーム最終戦をもってスタジアムDJも一旦降板する。

## 現在の出演番組
以下はFM大分の番組
- Nesta Radio（金曜 19:00-19:30）

## 過去の出演番組
以下はFM大分の番組
- FRIDAY JAM（金曜 13:00 - 15:50）:2010年3月26日終了
- レディオ・クルージング（水 17:00-18:45）
- Radio Switch（火・木 17:00-18:55）
- NETZ DRIVING BEAT（金 19:00-19:30）